# Gävle
Gävle [ˈjɛːvlə] là một thành phố Thụy Điển. Thành phố thuộc hạt Gävleborg. Thành phố là thủ phủ đô thị Gävle và hạt Gävleborg. Đây là thành phố lớn thứ 13 của Thụy Điển. Đây là thành phố cổ nhất ở Norrland, trở thành thành phố năm 1446.
Dân số được ước tính vào năm 2005 là khoảng 92.205 người.
Gävle đa dạng trong sản xuất, từ giấy đến da và sứ, cùng với một cảng đóng tàu quan trọng. Lâu đài Gävle Fortress được  xây dựng vào cuối thế kỷ 16 đã trải qua công đoạn tu bổ, và một tòa án được xây dựng vào thế kỷ 18. Furuvik, một điểm nghỉ mát nổi tiếng, tọa lạc gần đó, trong khi về phía đông nam của thành phố, tại Järvsta, là nơi chôn cất của người Viking.